# Zona operațională de la poalele Alpilor

Zona operațională de la poalele Alpilor (germană: Operationszone Alpenvorland (OZAV), italiană: Zona d'operazione Prealpi) a fost un teritoriu administrat de Germania între 1943 și 1945, condus de la Bolzano (numit Bozen de germani).
Acesta a fost instaurat pe 10 septembrie 1943 ca urmare a Armistițiului dintre Italia și forțele armate Aliate.